# 旭川市消防本部
旭川市消防本部（あさひかわししょうぼうほんぶ、英語：Asahikawa Fire Department ）は、消防組織法の規定により設けられた北海道旭川市の消防機関（消防本部）である。なお、同市に隣接している上川郡上川町および同郡鷹栖町は地方自治法の規定により旭川市消防本部に消防事務を委託していることから、同消防本部の管轄地域は旭川市、上川町および鷹栖町の1市2町である。

## 沿革
旭川消防の歴史は、私設消防組、公設消防組、警防団および自治体消防の時代に大別される。

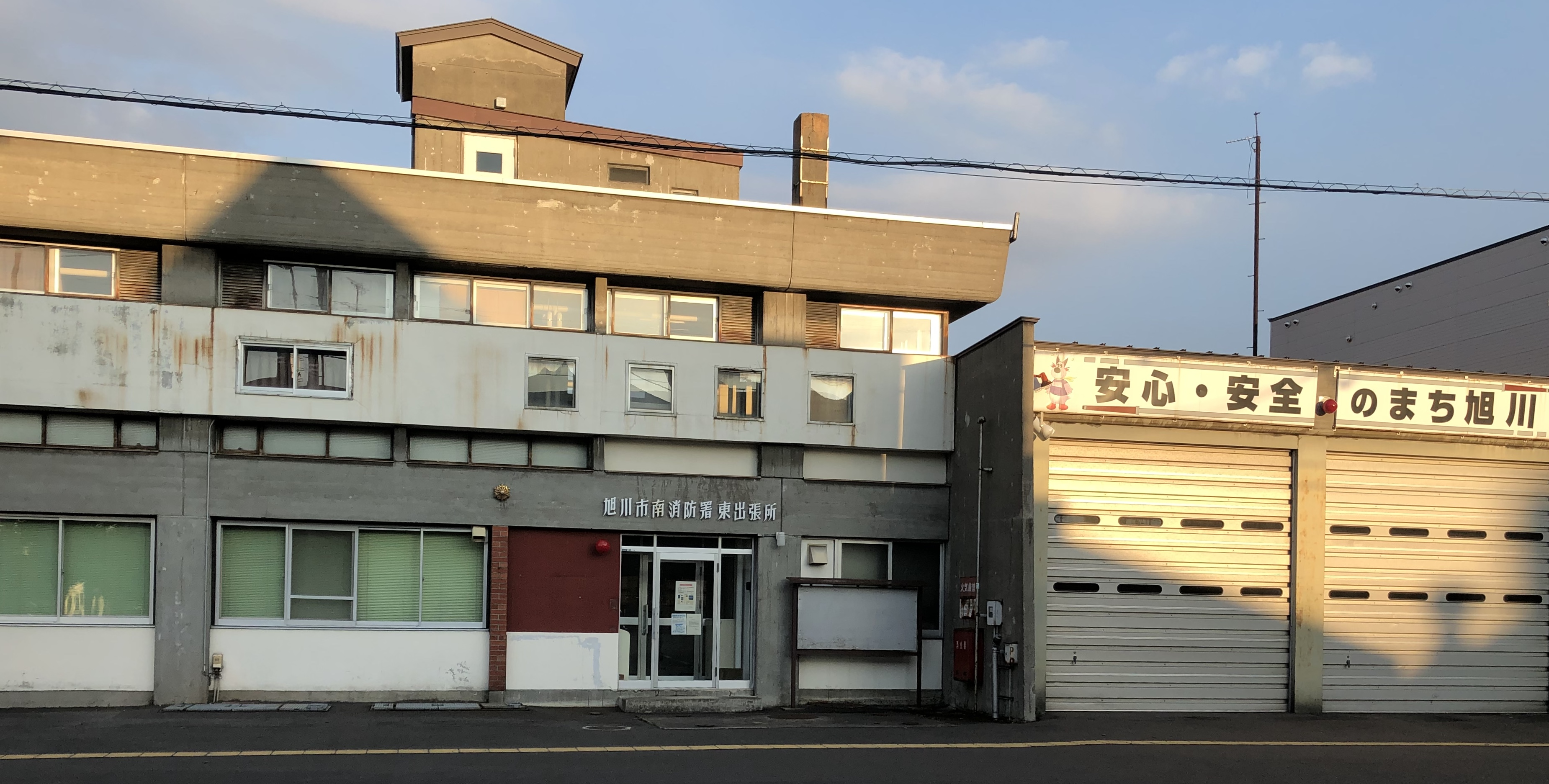
旧東出張所（2020年9月5日撮影）

- 1892年（明治25年）：仮の消防隊組織。
- 1893年（明治26年）：私設消防組組織。
- 1894年（明治27年）：私設忠別消防組認可、同年に旭川村忠別消防組（公設）となる。
- 1900年（明治33年）：旭川消防組（公設）設置。
- 1922年（大正11年）：旭川市制施行。
- 1939年（昭和14年）：防護団および消防組を解散し、旭川市警防団発足。
- 1947年（昭和22年）：旭川市消防団発団式。
- 1948年（昭和23年）：旭川市消防条例制定、消防本部、消防訓練所、消防署、消防団設置。
- 1949年（昭和24年）：消防出張所名称改称（旭川市消防署、西消防所、大成消防所、北星消防所、春光消防所、新旭川消防所（常備)、東消防所、朝日消防所、中島消防所、近文消防所（予備））。
- 1950年（昭和25年）：東消防所を常備とし、大成消防所を廃止。
- 1952年（昭和27年）：救急業務開始。旭川市消防音楽隊（消防音楽隊）結成。
- 1955年（昭和30年）：消防所名称を変更（常備消防所の名称を出張所に改め，予備消防所を分遣所に改称）。神居分遣所設置。
- 1956年（昭和31年）：北星出張所移転新築。
- 1958年（昭和32年）：消防本部・消防署移転新築。
- 1961年（昭和36年）：西出張所庁舎落成。
- 1966年（昭和41年）：2署制施行（旭川消防署を南消防署に、北星出張所を北消防署に昇格）。永山分遣所開設。
- 1967年（昭和42年）：朝日分遣所を出張所に昇格。
- 1968年（昭和43年）：朝日出張所を豊岡出張所に改称。旭川市が上川郡神楽町を編入。神楽出張所、西神楽分遣所を開設。
- 1969年（昭和44年）：東旭川分遣所開設。
- 1971年（昭和46年）：東鷹栖分遣所開設。
- 1973年（昭和48年）：救助隊発足。
- 1978年（昭和53年）：永山分遣所を出張所に昇格。
- 1983年（昭和58年）：消防本部・南消防署移転新築。
- 1988年（昭和63年）：神居分遣所改築。
- 1989年（平成元年）：東旭川分遣所を出張所に昇格。
- 1991年（平成03年）：南消防署忠和出張所開設。北海道広域消防相互応援協定締結。
- 1992年（平成04年）：北消防署移転新築。
- 1993年（平成05年）：旭川市消防創設100年記念式典挙行。
- 1994年（平成06年）：消防緊急情報システム運用開始。
- 2002年（平成14年）：神楽出張所移転新築。
- 2008年（平成20年）：西出張所閉所。旭川市総合防災センター開設し、消防救急課・指令課・防災課が総合防災センター中核施設に移転、東光出張所開設。消防防災情報システム運用開始。
- 2011年（平成23年）：東日本大震災に係る緊急消防援助隊派遣。
- 2014年（平成26年）：旭川市・上川町・鷹栖町消防広域化開始。上川消防署・層雲峡出張所、鷹栖消防署が業務開始。消防救急デジタル無線運用開始。
- 2019年（令和元年）：東出張所を閉所する。緑が丘地域活動センターを開設し、同センター内に緑が丘出張所を開設する。
- 2025年（令和  7年）：南消防署内に日勤救急隊（旭川救急隊）が発足。

## 組織
「組織と事務分掌」参照
- 消防長 - 次長
  - 本部主幹
  - 総務課
  - 市民安全課
  - 予防指導課
  - 消防救急課
  - 指令課
  - 南消防署
  - 北消防署
  - 上川消防署
  - 鷹栖消防署

## 消防車両
「消防本部の車両」参照
- 水槽付ポンプ車：17
- 大型水槽車：2
- はしご車：２
- 屈折はしご車：１
- 化学車：2
- 救助工作車：2
- 破壊工作車（ありま号）：1
- 災害支援車：2
- 原因調査車：1
- 救急車：17
- 指揮隊車：5
- 無線中継車：1
- 査察車：9
- 連絡車：7
- 救援車：1
- 輸送車：3

## 消防署

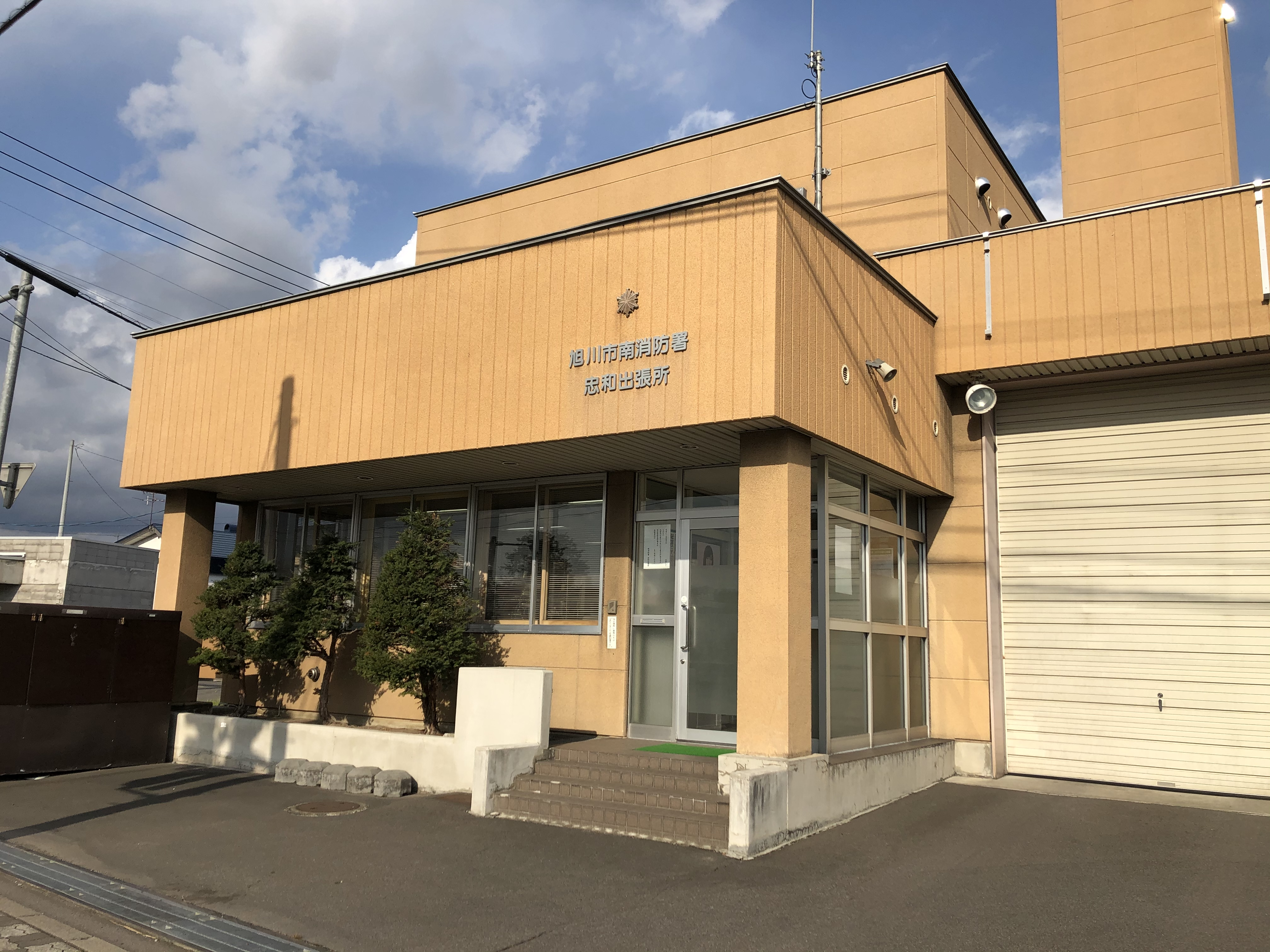
忠和出張所

| 消防署     | 住所                   | 出張所 | 分遣所                                    |
| ---------- | ---------------------- | --- | ----------------------------------------- |
| 南消防署   | 旭川市7条通10丁目      | 忠和：忠和4条8丁目 緑が丘：緑が丘東3条1丁目 豊岡：豊岡3条3丁目5-10 神楽：神楽4条7丁目 東旭川：東旭川北1条6丁目 東光：東光27条8丁目（総合防災センター中核施設内） | 西神楽：西神楽北1条2丁目                  |
| 北消防署   | 旭川市大町3条5丁目     | 新旭川：大雪通8丁目 春光：末広4条1丁目 永山：永山2条17丁目 | 近文：緑町16丁目 東鷹栖：東鷹栖東1条4丁目 |
| 上川消防署 | 上川郡上川町北町       | 層雲峡：上川町字層雲峡 |                                           |
| 鷹栖消防署 | 上川郡鷹栖町南1条3丁目 | |                                           |

- 忠和出張所